# 三國志VIII
『三國志VIII』（さんごくし・エイト）は、2001年にコーエーから発売された歴史シミュレーションゲーム。「三國志シリーズ」の第8作。音楽は長谷部徹が担当。
パソコン版が発売された後、さまざまな家庭用ゲーム機に移植された。
2024年10月24日には『三國志VIII with パワーアップキット』のリメイク版であるマルチプラットフォーム向けタイトル『三國志8 REMAKE』が発売された。本項では、『三國志8 REMAKE』についても解説する。

## 内容
前作に引き続き武将プレイである。そのため、ゲームオーバー条件は前回と基本的に変わらないが、後継候補として義兄弟が追加されている。なお、通常プレイでは350年になると強制的にバッドエンドを迎える。
パワーアップキット（以下、PK）では新たにステージクリア型戦闘を楽しむ「戦術キャンペーンシナリオモード」が追加された。ステージクリア型の戦闘を楽しむモードとなっている。
武将
武将数は551人、パワーアップキット（以下、PK）版及びPlayStation 2（以下、PS2）やPlayStation Portable（以下、PSP）各版では611人。REMAKEでは1000人。
身分
武将の身分は、前作の君主、太守、軍師、一般、在野の5つに加え、頭領、同志、軍団長（PS2、PSP版では都督）が増えた。ちなみに軍師は、前作では一つの勢力につき一人ずつだったのに対し、今作では一つの都市につき一人ずつ任命できるようになった。太守の軍師よりも君主の軍師の方ができることが多い。
イベント
イベントで結婚することもでき、結婚していることで起こるイベントや特技の伝授、さらにパワーアップキット版では子供の育成もすることができる。子供は成人後、プレイヤー武将として引き継ぐことができる。
災害として、大雪、洪水、いなごがあり、その被害を受けた都市は実際にグラフィックが変化するといった特徴がある。また、賊も登場するが、黄巾賊だけは勢力自体が賊であるためか、支配都市には賊が登場することがない。ただし、この設定はシナリオ開始時に黄巾賊であった勢力のみが対象で、たとえば何進の跡を張角が継いでも賊が登場しなくなるということはない。また、同じく賊であるはずの区星や張燕などの勢力には普通に賊が登場する。

## 新システム

### 放浪軍
今作では新たに放浪軍というシステムが設けられた。放浪軍は都市を持たない勢力のようなもので、客将として保護されていた劉備のような状態を再現している。放浪軍では君主は頭領、一般は同志という身分になる。頭領は在野が同志を募り成功するか、君主が領地を手放し放浪軍になるかでその身分となる（後者の場合、以前の領地を引き継ぐ武将が残れば両者は別の勢力として存続する）。一部シナリオでは初めから放浪軍が存在する場合もある。放浪軍は空白都市で旗揚げするか、隣接都市に攻め込み勝利すれば君主となる。現在滞在する都市を攻めることはできない。代わりに、他勢力は放浪軍に攻撃されない限り、放浪軍を攻撃することはできない。
ただし、在野の状態では他に未発見（ゲームに登場しているが、まだ発見されていない状態）状態の在野武将を見つけられない仕様になっているため、ここから放浪軍を結成するのはかなり難しい。勢力に仕えている武将も同志に募ることはできるが、義兄弟（後述）でない限り、親愛が高く忠誠が低くなければなかなか成功しない。

### 関係
今作では武将同士の関係として、新たに義兄弟と仇敵が設けられた。義兄弟であれば戦争前に士気が上昇したり、自分が下野したら相手も後を追って下野したり、放浪軍に必ず参加したりといった大きなメリットがある。一方仇敵は、相手に暗殺を仕掛けることができたり、同じ軍にいる場合は戦争前に士気が下がったりといったことが起こる。
また、強大勢力に対抗する連合を組むことができる。連合を組むことで、自勢力だけでは対抗し得ない大勢力に対しても対抗できるようになり、一方組まれた側は連合参加勢力を一つずつ潰していかなければならないという苦労が生じた。

### 悪名
悪名という隠しパラメータも存在する。これは略奪や斬首といった行為をすると上昇してゆき、悪名が高いと在野武将が会ってくれなかったり連合を組まれやすくなったりといったデメリットがある。乞食に金を恵むことで、要求額の1/10だけ悪名を下げられるが、断ると要求額分悪名が上がってしまう。なお、悪名が高い武将ほど、斬首しても斬った側の悪名は上がらなくなる。

## 廉価版について
ソースネクストより販売されているパッケージ版、コーエーやソースネクストその他で販売されていたダウンロード販売版（2011年9月販売終了）、いずれにも『信長の野望・嵐世記』と共通の問題がある。
なおPKの廉価版も2007年6月22日に発売された。ソースネクスト販売の通常版（以下、無印）とPKの組み合わせではユーザー登録はできないが、コーエー版PK（CD-ROM版）と違ってインストール時点であらかじめパッチが適用済みになっている。ダウンロード販売版にはPKは適用できない。
PSP版の定番シリーズは、誤ってUMDの内容を「三國志VII」で販売してしまったことから、販売を一時停止しパッケージの回収・交換が行われた。

## シナリオ
今作の特徴としてシナリオの多さがある。184年の黄巾の乱から234年の北伐まで1年ごとにシリーズ最多の51本選択できる。そのため、通常ではプレイできない区星勢力でプレイするなどマニアックな楽しみ方もできた。また、主な勢力には独自のオープニングが用意されており、三国鼎立後は魏・呉・蜀の3国に必ず独自のオープニングがある。
初心者向けに、主な勢力や名場面・重要な史実の場面でゲームを始められるシナリオ選集もある。たとえば魏ならば、曹操と関係する人物が年代ごとに表示され、前作までに近い形でシナリオや人物を選べるよう配慮がされている。
パワーアップキット版やPS2、PSP版では241年、249年、263年の諸葛亮死後のシナリオも選択できるようになり、三国時代後期の人物を中心に、60人の武将が追加された。ただし、それでも最終の263年シナリオでは人材不足である。もっとも、太守不在状態でも空白地にはならないため、頭数不足でクリアできなくなる心配はほとんどない。
さらにPS2、PSP版では、全武将が一堂に会した「英雄集結」シナリオが追加された。年代設定は271年になっているが、実際の271年の状況とは関係なく、全武将を集結させた架空シナリオである。このシナリオのみ寿命の設定がない。
また、257年の諸葛誕反乱のシナリオや264年に鄧艾や鍾会が反乱を起こしたというifシナリオがユーザーズページからダウンロードできる。これは通常であればファンクラブに入っていないとダウンロードできないが、DVD-ROM版では最初から付属している。

## 開発

### 開発（リメイク版）
本作は『三國志14 with パワーアップキット』（2020年12月発売）の次回作として、同作の開発後に企画された。ところが、企画の段階から方向性が紛糾しており、「『三國志14』が君主プレイだから次回作は武将プレイにしよう」といった意見や、「君主プレイと武将プレイ両方ともできるようにしてほしい」といった意見があった。
そうこうしているうちに、開発スタッフが『信長の野望・新生』といった他タイトルの制作に行ってしまい、計画は一時停止した。プロデューサーの越後谷和広もその一人で、彼が手掛けたリメイク作品『大航海時代IV PORTO ESTADO with パワーアップキット HD Version』と『太閤立志伝V DX』の評判のよさからリメイクものの注目が集まり、『三國志』シリーズでもリメイクを作ろうかという話が持ち上がった。そこでまず（君主プレイだった）『三國志14』の後の作品ということで武将プレイの作品をリメイクしようということになった。このシステムを採用した作品のうち『三國志13』はリメイクするには新しすぎるということで除外され、「人間ドラマ」と「隔年シナリオ」という2つの特徴を持った『三國志VIII』がリメイクの対象に選ばれた。ただし、当時の制作で使用したプログラムはかなり凝ったものであり、そのまま流用することは不可能だった。オリジナル版から流用できたのはプランナーが作った基本仕様程度であり、あとは実際にオリジナル版をプレイしてその挙動をつかんでいった

## 評価
リメイク版の開発プロデューサーである石川久嗣が東京ゲームショウ2023で語ったところによると、オリジナル版は人間ドラマが高く評価された一方、戦闘のテンポの悪さが指摘されたという。